# Lagunillas (gemeente in Venezuela)
Lagunillas is een gemeente in de Venezolaanse staat Zulia. De gemeente telt 245.000 inwoners. De hoofdplaats is Ciudad Ojeda.